# Lethe philemon
Lethe philemon är en fjärilsart som beskrevs av Hans Fruhstorfer 1911. Lethe philemon ingår i släktet Lethe och familjen praktfjärilar. Inga underarter finns listade i Catalogue of Life.